# Red Bull
A Red Bull az osztrák Red Bull GmbH vállalat által 1987-ben kifejlesztett és azóta is forgalmazott energiaital. Piaci részesedés tekintetében a Red Bull világelső: 2023-ban 12,138 milliárd dobozt adtak el világszerte.[forrás?]
A Red Bullt megalkotó osztrák vállalkozót, Dietrich Mateschitzet egy már létező ital, a Krating Daeng (thai nyelven: กระทิงแดง, kiejtése: [kràtʰiŋ dɛːŋ]) inspirálta, amelyet Thaiföldön alkottak meg és dobtak piacra. Ezen ital összetételét módosította, hogy annak íze jobban megfeleljen a nyugati (főképp európai és amerikai) ízlésnek, majd Chaleo Yoovidhya társaságában, Chakkapongban megalapította a Red Bull GmbH-t. A thai nyelvben a daeng szó jelentése vörös, a krating szó pedig a Kelet-Ázsiában honos, barnásvörös szőrzetű, tulokformájú állat, az úgynevezett „gaur” neve; ez a bölénynél valamivel nagyobb testű állat. A Red Bullt karcsú, kék-ezüst színezetű fémdobozban, a Krating Daenget viszont zömökebb és alacsonyabb, aranyszínű dobozban árusítják. Két különböző, külön árusított termékről van tehát szó. 
A Red Bull szlogenje: „A Red Bull szárnyakat ad”. A termék értékesítését reklámokkal, sportesemények (a Red Bull Cliff Diving, a Red Bull Air Race, a Red Bull Crashed Ice) támogatásával, a vállalat által birtokolt csapatok (RB Leipzig, FC Red Bull Salzburg, Red Bull Brasil, New York Red Bulls, Red Bull Racing, Scuderia AlphaTauri) révén, hírességek bevonásával, valamint saját lemezkiadója, a Red Bull Records révén a zenén keresztül is segíti.
A Red Bullt érték a múltban olyan vádak, hogy káros az egészségre; az Európai Élelmiszerbiztonsági Hatóság (European Food Safety Authority, EFSA) által elvégzett vizsgálat azonban megállapította, hogy fogyasztás szempontjából a Red Bullban és egyéb népszerű energiaitalokban megtalálható taurin és glükuronolakton egyaránt biztonságos összetevő.

## A Red Bull története
Chaleo Yoovidhya 1976-ban mutatta be Krating Daeng nevű italkészítményét Thaiföldön; a név magyar jelentése: „vörös gaur”. A készítőt a Lipovitan nevű energiaital inspirálta. Ennek fő összetevője a taurin, és előszeretettel fogyasztották a thai kamionsofőrök és fizikai munkát végzők. Amikor 1982-ben Thaiföldön járt, Dietrich Mateschitz rájött, hogy a Krating Daeng fogyasztásával sokkal gyorsabban leküzdheti az utazás közbeni gyors időzóna-váltásból eredő, úgynevezett „jetlag” hatását. Mateschitz 1984-ben Yoovidhyával társulva megalapította a Red Bull GmbH-t, amelyet azután világpiaci márkává fejlesztettek. A Red Bull vállalatba mindkét fél 500 000 USA dollárt fektetett, amivel a cég részvényeseivé váltak. Yoovidhya és Mateschitz az új vállalat részvényeinek 49-49 százalékát birtokolták. A fennmaradó 2 százaléknyi részvény Yoovidhya fiára, Chalermre szállt, de a megállapodás értelmében Mateschitz lett a vállalat tényleges vezetője. A termék 1987-ben, Ausztriában jelent meg a piacon.
A Red Bull 1992-ben lépett a nemzetközi piacra, elsőként Magyarországon és Szlovéniában. Az Egyesült Államokban Kaliforniában került először a polcokra, 1997-ben, a Közel-Keleten pedig 2000 óta kapható. 2008-ban mind Chaleo, mind Mateschitz szerepelt a Forbes magazinnak a világ 250 leggazdagabb emberét tartalmazó listáján, nettó 4 milliárd USA dollárnyi becsült vagyonukkal.
A Red Bull székhelye Ausztriában, a Salzburg közelében fekvő, mindössze 1500 lakosú Fuschl am See nevű faluban található. A szigorúan őrzött és egyedi küllemű székházon nem látható a vállalat emblémája.
Délkelet-Ázsiában a Krating Daeng a Red Bull emblémát és nevet is R az ital dobozán, ezért gyakran tévesztik össze a kettőt. Ennek ellenére két különböző, eltérő marketinggel rendelkező, más-más piacokra szánt termékről van szó. A fő különbségek között említendő, hogy a Red Bull vékony, magas, kék-ezüst színezetű dobozokban kerül a polcokra, a thaiföldi Red Bull – vagyis a Krating Daeng – doboza viszont alacsonyabb és aranyszínű. Ezen kívül az ízük is eltérő. A Red Bull Energiaital kevesebb cukrot tartalmaz, viszont szénsavas.

## Összetevők
A Red Bull magyarországi változata az alábbi összetevőket tartalmazza: koffein, taurin, B-vitaminok, szacharóz és glükóz. A cukormentes változat, a Red Bull Sugarfree szacharóz és glükóz helyett aceszulfám K és aszpartám/szukralóz nevű édesítőszereket tartalmaz.
Az eredeti, Ausztriában gyártott (szénsavas) Red Bullt Kína 2014 óta importálja. Emellett azonban jelen van az ottani piacon egy másik, szintén Red Bull nevű energiaital is. Kínában kétféle Red Bull kapható: a hagyományos erősségű változat, amely a thai változatéhoz hasonló alacsonyabb, zömökebb, piros-arany színezetű dobozban kerül a polcokra, illetve az „extra erős” változat, amely a nyugati verzióéhoz hasonló magasabb, karcsúbb, kék-ezüst színvilágú dobozban kapható.

## Hatása az egészségre
Számos helyen és alkalommal megkérdőjelezték a Red Bull élettani hatásait és hatékonyságát; az Egyesült Királyság Hirdetési szabványokért felelős hatósága 2001-ben korábbi, 1997 óta érkező panaszok kivizsgálásának eredményeképp korlátozásokat léptetett életbe a termék hirdetésére vonatkozóan.
A koffeint, a taurint és a glükuronolaktont az illetékes egészségügyi hatóságok bevizsgálták élettani hatásuk szempontjából. A Health Canada a koffeinről szóló szaktudományos irodalom tanulmányozása után arra a következtetésre jutott, hogy a koffein egészséges felnőttek számára általában nem jelent kockázatot, ha fogyasztása nem lépi túl a napi 400 mg-ot.
A taurin és glükuronolakton az emberi szervezetben természetesen is megtalálhatók, és az emberi étrendben is megjelennek (pl. fésűkagylóban, halakban, baromfihúsban és gabonafélékben). Az élelmiszer-adalékanyagokkal és tápanyagforrásokkal foglalkozó tudományos szakbizottságnak (Scientific Panel on Food Additives and Nutrient Sources added to Food, ANS) az Európai Élelmiszerbiztonsági Hatóság bizottságának (EFSA) felkérésére 2009-ben kiadott tanulmánya az „energiaitalok” két összetevője, a taurin és a glükuronolakton egészségügyi hatásait vizsgálva arra a megállapításra jutott, hogy az energiaitalokban jelenleg használt mértékben sem a taurinnak, sem a glükuronolaktonnak való kitettség nem ad okot aggályra.
2009-ben az EFSA dietetikus termékekkel, táplálkozással és allergiákkal foglalkozó részlege (EFSA Panel on Dietetic Products, Nutrition and Allergies, NDA) újabb szakvéleményt közölt, amelynek témája a taurin, illetve annak az egészségre állítólagosan kedvező tulajdonságai: antioxidáns tulajdonsága, méregtelenítő hatása, valamint az emberi test sejtjeinek védelme az oxidáció káros hatásaitól (az EFSA meghatározásában: A DNS, a fehérjék, valamint a lipidek védelme az oxidáció káros hatásaitól), energia metabolizmus (energiatermelő metabolizmus), a taurin teljesítményfokozó szerepe sport és egyéb testedzés közben (a fáradtságérzet jelentkezésének késleltetése és a fizikai teljesítmény fokozása).
Az EFSA arra a következtetésre jutott, hogy a rendelkezésre álló adatok alapján nem mutatható ki ok-okozati összefüggés a taurin fogyasztása és a fent említett élettani hatások között.
Egy 2008-ban közzétett tanulmány nem talált az energiaitalokban, például a Red Bullban található taurin mennyisége és egyes negatív, illetve pozitív élettani hatások közötti összefüggést dokumentáló jelentést. A Red Bullban található koffein és cukor mennyisége a kávéban található koffein, illetve a gyümölcslevekben található cukor mennyiségéhez hasonló.

### Koffein
Fő cikk: Koffein
Egyetlen doboz Red Bull koffeintartalma 80 mg/250 ml (32 mg/100 ml). Ez nagyjából megegyezik egy csésze kávé koffeintartalmával, vagy kicsivel alacsonyabb annál, a kávé főzési módjától függően. A Red Bull valós koffeintartalma országonként eltérő, mivel egyes országokban törvényileg korlátozott az italok maximális koffeintartalma. Más koffeintartalmú italokhoz hasonlóan a Red Bull túlzott fogyasztásának is lehetnek káros hatásai. Ezek között szerepel az enyhe, legfeljebb közepes mértékű eufória, amelyet elsősorban a koffein stimuláns hatása okoz, továbbá nyugtalanság, idegesség, ingerlékenység, valamint inszomnia.

### A Red Bull hatása a járművezetésre
Joris Verster és munkatársainak az Utrechti Egyetemen végzett kutatásai azt bizonyítják, hogy a Red Bull Energiaital csökkenti a sofőrök álmosságérzetét, ugyanakkor fokozza a vezetési teljesítményt autópályán huzamosabb ideig történő vezetés esetén.

## Termékek
Jelenleg Magyarországon kapható Red Bull termékek:
- Red Bull Energiaital
- Red Bull Sugarfree (cukormentes változat)
- Red Bull Zero (cukormentes, kalória mentes változat) a megjelenés éve 2019
- Red Bull Green Edition – kaktuszgyümölcs ízű termék, a megjelenés éve 2021
- Red Bull Summer Edition – sárgabarack-eper ízű termék, a megjelenés éve 2022
- Red Bull Coconut Edition – kókusz-áfonya ízű termék, a megjelenés ideje 2018.11.02 (Summer Edition néven 2018.04.19)
- Red Bull Red Edition – görögdinnye ízű termék, a megjelenés ideje 2020.04.23

## Marketing
A Red Bull nemzetközi marketing aktivitása főként az extrém sportokhoz vonzódó, illetve azokat űző fiatalokat célozza. A megcélzott extrém sportok köre igen széles, például: hegyikerékpározás, motokrossz, szörfözés, hódeszkázás, gördeszkázás, kajakozás, wakeboardozás, sziklaugrás, korcsolyázás, freesstyle motokrossz, rali, a Formula–1, sőt, még a breaktánc is. A Red Bull a zenét és a videojátékokat is felhasználja marketingcéljaira, és olyan hírességeket is csatasorba állított, mint Eminem (a Red Bull „EmSee Battle Rap championships” támogatása révén).
Ismertek a Red Bull által megrendezett események, többek között zenei- és művészeti találkozók. Magyarországon 2012-ben hívta életre a cég a Red Bull Pilvakert, az egyik legkülönlegesebb hazai zenei és kulturális projektet, amely az 1848-as Forradalom és szabadságharcnak állít emléket, a kortárs művészeti ágak kiemelkedő előadóművészeinek segítségével. A Red Bull Pilvaker népszerűségére jellemző, hogy az elmúlt években napokon belül elfogyott az összes belépőjegy az a közel 2000 fő befogadására képes Erkel Színházban megrendezett előadásokra.
A Red Bull labdarúgócsapatokat is működtet Ausztriában, Németországban, Az Egyesült Államokban és Brazíliában – ezen csapatok nevükben is viselik a Red Bull terméknevet. Az energiaital ezen tevékenységekhez társításával a vállalat a termék „menő” imázsát, és ezen keresztül a márka erejét kívánja erősíteni. Az energiaital további, 150-nél is többféle ajándéktárgyának is piacot teremtett.

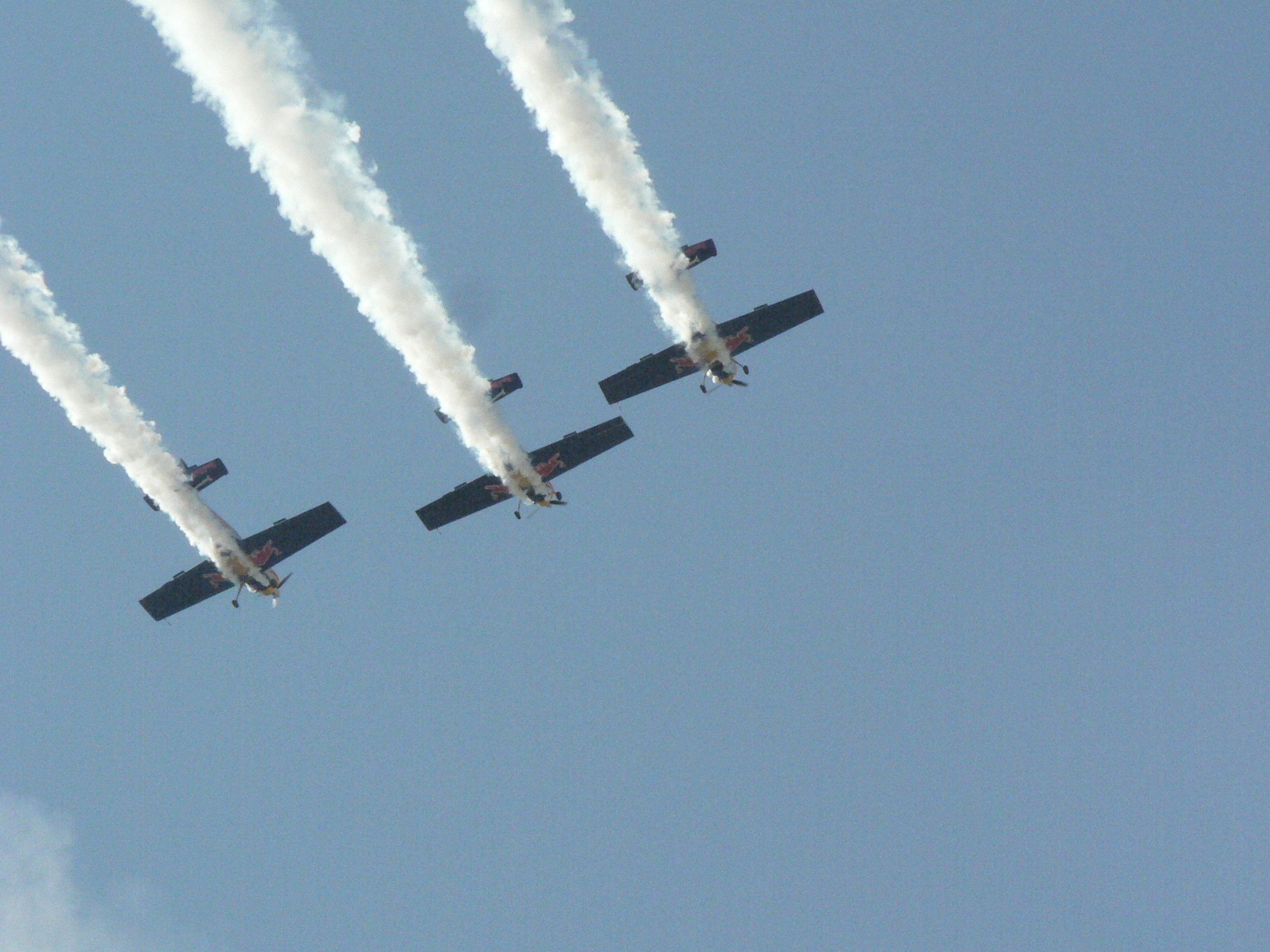
Red Bull Air Race Budapesten, 2006-ban

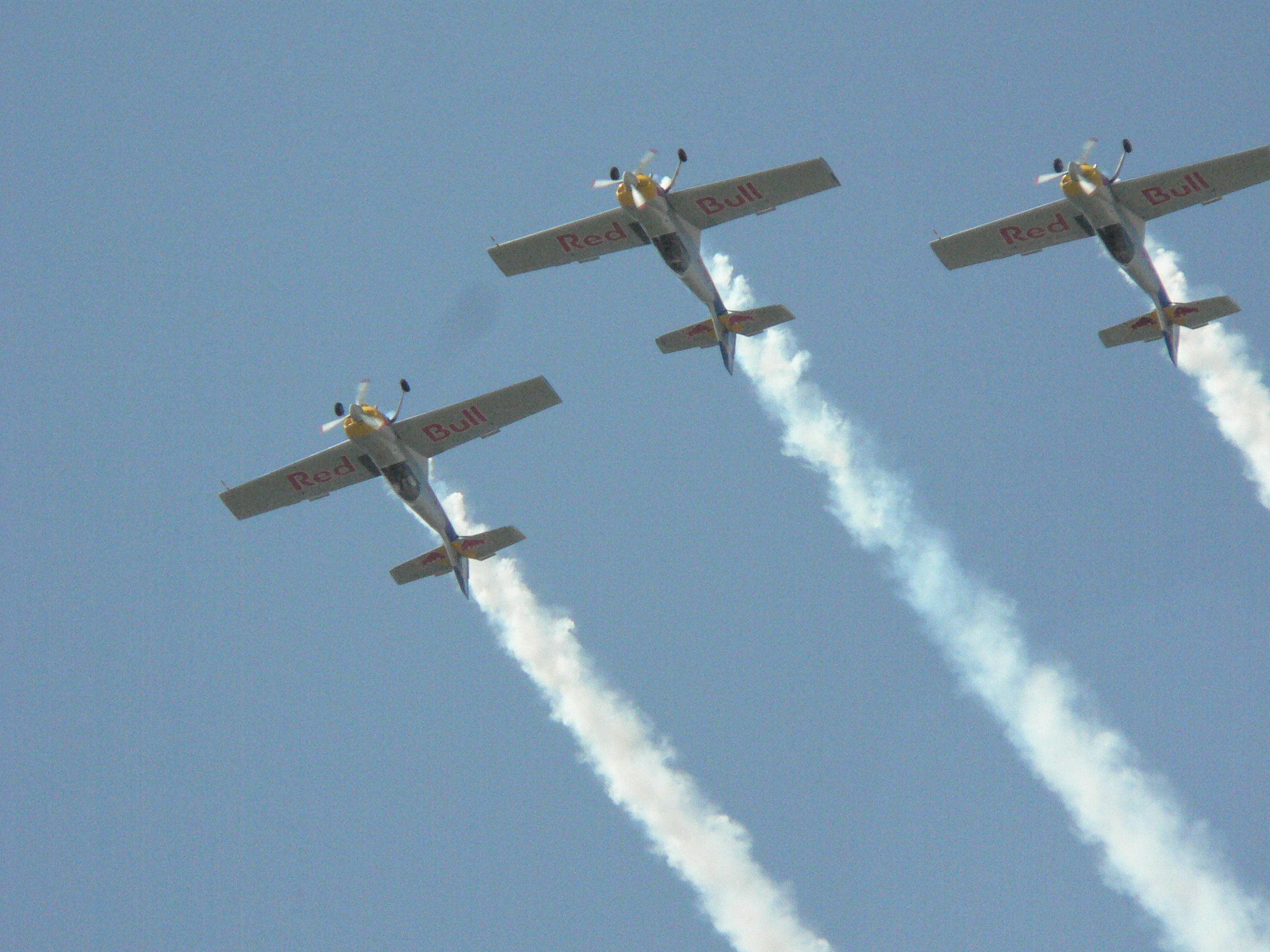
Red Bull Air Race Budapesten, 2006-ban

A PlayStation 3 közösségi játékplatformján, a PlayStation Home-on a Red Bull 2009-ben saját játékbeli szigetet hozott létre, amelynek célja kimondottan a Red Bull energiaital, illetve a Red Bull Air Race versenysorozat promóciója volt. 2012 januárjában a Red Bull első személyes közösségi helyét is megnyitotta „Red Bull House of Skate” néven, amely egy fedett korcsolyapályát kínált az ide látogató játékosoknak.
A Red Bull sportszponzorációs tevékenysége kiemelt figyelmet fordít a tehetséges, fiatal sportolók felkarolására és céljaik eléréséhez adandó támogatására. Ennek leginkább előtérben lévő ága a motorsportban működő Red Bull Junior program, de a cég, sportágtól függettlenül ezt a filozófiát követi a sportolók támogatásában. A Red Bull Junior program legnevesebb növendékei: Sebastian Vettel, Max Verstappen, Daniel Ricciardo és Danyiil Kvjat.

#### Sportegyesületek, csapatok
- RB Leipzig – 2016-tól a német 1. osztályban (Bundesliga) játszó labdarúgóklub.
- New York Red Bulls (hivatalos nevén Red Bull New York)[25] – Az USA Major League Soccer bajnokságában játszó labdarúgó-egyesület.
- Oracle Red Bull Racing – Formula–1 versenyistálló, amelynek székhelye az angliai Milton Keynesben található; a 2010., 2011., 2012., 2013. és 2022. évi konstruktőri világbajnoki cím nyertese, a színeiben versenyző Sebastian Vettel a 2010., 2011., 2012. és 2013. évi, valamint Max Verstappen a 2021. és 2022. évi Formula–1-es szezon egyéni világbajnoka.
- Scuderia AlphaTauri – szintén Formula–1-es versenyistálló, amely Olaszországban, Faenzában székel.
- Team Red Bull – A USA-ban megrendezett szériaautós („stock car”) bajnokság, a NASCAR egyik korábbi csapata; a Red Bull Racing Team 2007-től vett részt a NASCAR küzdelmeiben. A csapat a Sprint Cup Series 2011-es szezonja után megszűnt.
- FC Red Bull Salzburg – Salzburgi székhelyű osztrák labdarúgóklub, amely az Osztrák Bundesligában szerepel.
- EC Red Bull Salzburg – az Osztrák Jégkorongliga salzburgi székhelyű, osztrák nemzetiségű csapata.
- EHC Red Bull München – a Német Jégkorongliga Münchenben, Németországban székelő csapata.
- Red Bull Brasil – jelenleg a brazil Campeonato Paulista bajnokságban játszó, Campinasi (Brazília) székhelyű labdarúgóklub.
- Triple Eight Race Engineering – 2013 óta a Red Bull szponzorálja a V8 Supercar sorozat egyik csapatát, amely azóta a Red Bull Racing Australia nevet viseli.
- Red Bull Racing Brasil, 2007 óta a Stock Car Brasil brazil szériaautós bajnokság egyik részt vevő csapata.
- Red Bull Ghana – a ghánai Sogakope városának hivatásos labdarúgócsapata, amely a Red Bull klubjaként a Poly Tank Division One League bajnokságban szerepelt. A klub 2014-ben megszűnt.
- StarTale – 2012-ben a Red Bull felkarolta ezt a Starcraft 2 és Counter-Strike: Global Offensive csapatot Dél-Koreában.
- D3W – 2012-ben a Red Bull szponzoráltjai közé vette ezt a professzionális stúdiót, amely Marc Diwan kanadai székhelyű cége.
- Call of Duty – A Xbox Call of Duty Bajnokságában szereplő OpTic Gaming csapat a Red Bull támogatottja. A Red Bull ekkor már Matt 'NaDeSHoT' Hagg, az OpTic Gaming csapatkapitányának személyes szponzora volt.[57]

#### Események
Magyar események és Magyarországon korábban megrendezett nemzetközi események
- Red Bull Pilvaker
- Red Bull Air Race Világbajnokság
- Red Bull Ládaderbi
- Red Bull Röpnap
- Red Bull Liszt Remix
- Red Bull Paperwings
- Red Bull Music Academy
- Red Bull Street Style
- Red Bull Mind Gamers

Nemzetközi események
- Red Bull Stratos
- Red Bull Cliff Diving Világbajnoki versenysorozat
- Red Bull Rampage
- Red Bull King of the Rock Tournament
- Red Bull Romaniacs Hard Enduro rali
- Red Bull Crashed Ice
- Red Bull X-Fighters
- Red Bull X-Alps
- Red Bull Cape Fear
- Red Bull Art of Motion
- Red Bull BC One
- Red Bull Cold Rush
- Red Bull Dolomitenmann
- Red Bull Elements
- Red Bull MotoGP Rookies Cup
- Indianapolis, MotoGP – Amerikai Nagydíj
- Red Bull Storm Chase
- Red Bull Supernatural
- Red Bull World Bridge Series
- Red Bull Drift Shifters

#### Helyszínek
- Hangar-7 (Salzburg), multifunkciós épület, ahol a Flying Bulls klasszikus repülőgépeit is meg lehet csodálni.
- Red Bull Ring, versenypálya Spielbergben, Ausztriában.
- Red Bull Arena (Lipcse), az RB Leipzig hazai pályája Németországban.
- Red Bull Arena (New Jersey), a New York Red Bulls otthona az USA-ban.
- Red Bull Arena (Salzburg), az FC Red Bull Salzburg stadionja.